# West Kip
West Kip är en kulle i Storbritannien.   Den ligger i kommunen Midlothian och riksdelen Skottland, i den centrala delen av landet, 500 km norr om huvudstaden London. Toppen på West Kip är 551 meter över havet, eller 150 meter över den omgivande terrängen. Bredden vid basen är 4,7 km.
Terrängen runt West Kip är kuperad norrut, men söderut är den platt.Runt West Kip är det glesbefolkat, med 16 invånare per kvadratkilometer. Närmaste större samhälle är Edinburgh, 15,2 km nordost om West Kip. Trakten runt West Kip består i huvudsak av gräsmarker.